# Henri II du Kongo
Henri II du Kongo (Ne Masaki ma Mpanzu ou Ndo Diki II en kikongo  et Henrique II en portugais), fut manikongo du royaume du Kongo du 10 avril 1794 à 1802 ou 1803.
La mort du roi Alphonse V du Kongo ouvre une nouvelle période de grande instabilité pendant laquelle se succèdent quatre rois et qui permet l'intervention d'un nouveau kanda, celui des « Água Rosada e Sardonia ».
Les membres de ce kanda mixte, issu de la famille de Pierre IV du Kongo, ont des liens nombreux avec le Nkondo Kinlaza et les Kimpanzu  chez qui ils prennent leurs épouses. Le prince Pedro Agua Rosada e Sardonia qui contrôle la forteresse familiale de Kibangu entreprend d'assurer la régence du royaume et met en œuvre un arrangement compliqué qui aboutit le 10 janvier 1794 au couronnement du roi Henri II du Kongo. On ne connait pas son appartenance familiale, mais ses appuis sont à l'extérieur de São Salvador, dans « une très vaste forêt » où se trouvent ses partisans. Henri II n'obtient d'occuper la capitale qu'avec une suite réduite. 
Le nouveau chef des Água Rosada Garcia établi à Kibangu ne réside pas lui non plus à São Salvador, mais il exerce une forme de régence comparable à celle des années 1786-1794. Apparemment, le roi Henri II ne semble pas se satisfaire du pouvoir réduit qui lui est dévolu et il tente d'imposer son autorité. À sa mort, en 1802 ou 1803, Garcia Água Rosada devient roi sous le nom de Garcia V. 

## Sources
- (en) John K. Thornton, « Mbanza Kongo/Sao Salvador :  Kongo's Holy City », dans David M. Andreson et Richard Rathbone (éd.), Africa's Urban Past, Oxford, James Currey, Portsmouth, Heinemann, 2000  (ISBN 978-0-325-00221-7), pp. 73-78.
- (en) John K. Thornton, A history of west central Africa to 1850, Cambridge, Cambridge University Press, 2020, 365 p. (ISBN 978-1-107-56593-7), p. 343